# Philémon et Baucis (Gounod)
Philémon et Baucis (deutsch: Philemon und Baucis) ist eine Opéra-comique von Charles Gounod (Musik) mit einem Libretto von Jules Barbier und Michel Carré. Der Text basiert auf Jean de La Fontaines Fabel Philémon et Baucis, die eine Episode aus Ovids Metamorphosen verarbeitet. Die Erstfassung in drei Akten wurde am 18. Februar 1860 im Théâtre-Lyrique in Paris uraufgeführt. Die zweiaktige Zweitfassung erlebte ihre Uraufführung am 16. Mai 1876 in der dortigen Opéra-Comique.

## Handlung
Die folgende Inhaltsangabe basiert auf dem Libretto der dreiaktigen Urfassung von 1860.
Die Oper spielt zu mythischer Zeit. Der Gott Jupiter hat sich zusammen mit dem Schmiedegott Vulcain auf die Erde nach Phrygien begeben, um das gottlose Verhalten der dortigen Menschen zu strafen. In einer Hütte treffen sie auf das alte Ehepaar Philémon und Baucis, die sie freundlich bewirten und von ihrem Glück erzählen, sich noch immer wie in ihrer Jugendzeit zu lieben. Jupiter verspricht, sie bei seiner Strafaktion zu verschonen, und versetzt sie in tiefen Schlaf. Im später gestrichenen zweiten Akt feiern junge Leute im Jupitertempel eine blasphemische Orgie, bei der eine Bacchantin die Stimmung anheizt. Sie ignorieren eine Warnung Vulcains, bevor sie von Jupiter in die ewige Nacht verdammt werden. Als Philémon und Baucis zu Beginn des dritten Akts erwachen, stellen sie fest, dass Jupiter ihre Hütte in einen Palast verwandelt und sie selbst verjüngt hat. Jupiter ist jedoch von Baucis wiedergewonnener Schönheit so fasziniert, dass er versucht, sie zu verführen. Da Philémon eifersüchtig wird, kommt es zum Streit zwischen den Ehegatten. Baucis kann die Situation retten, indem sie Jupiter ein Liebesabenteuer verspricht, sofern er ihr einen letzten Wunsch erfüllt: Er soll sie zuvor in eine alte Frau zurückverwandeln. Jupiter gibt sich geschlagen, und das Paar versöhnt sich wieder.

### Erster Akt
In der Hütte von Philémon und Baucis

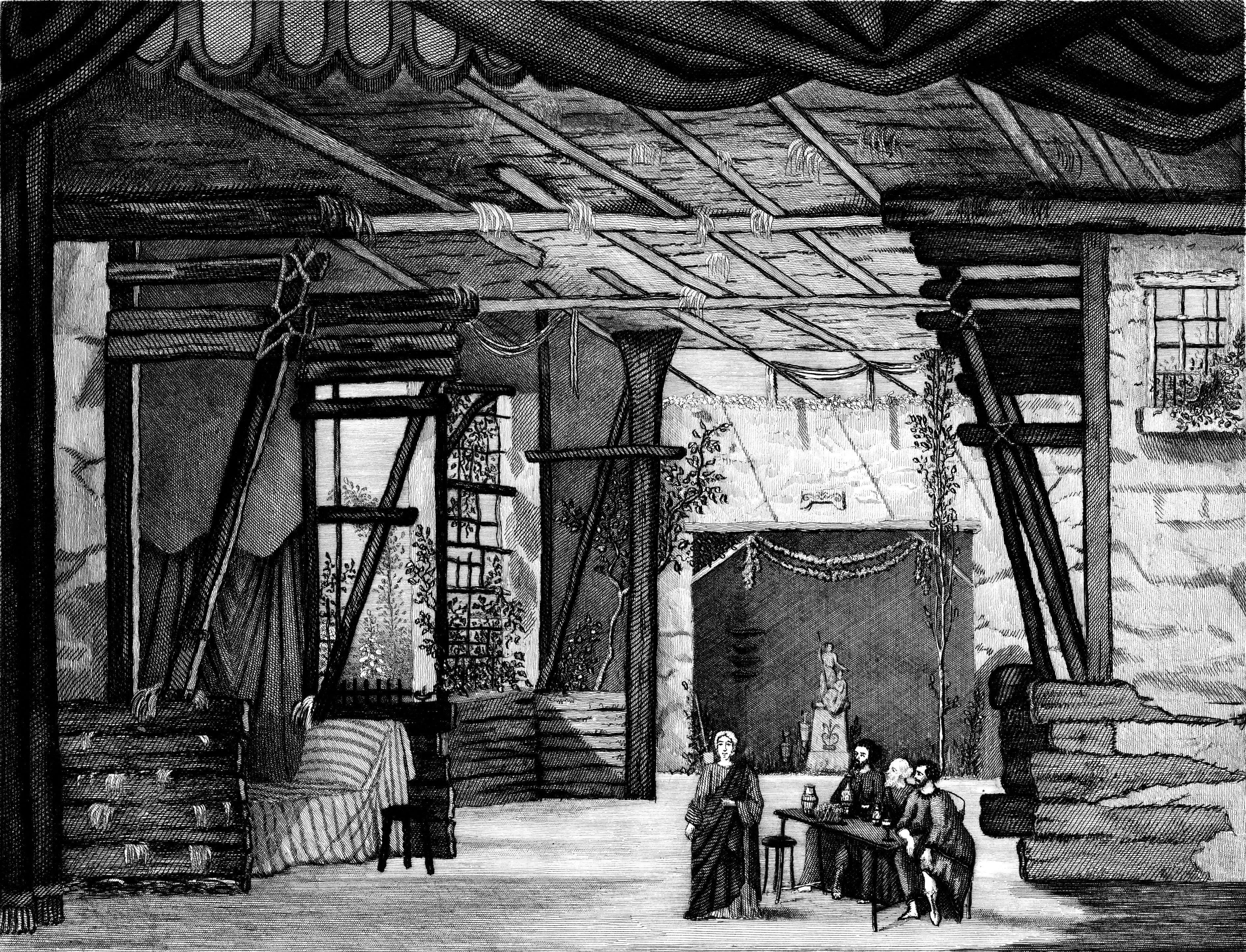
Erster Akt, Hütte von Philémon und Baucis, Théatre-Lyrique 1861

Szene 1. Die Ehegatten Philémon und Baucis sind nach einem langen Leben ohne Reichtum trotz aller altersbedingten Gebrechen glücklich und wie am ersten Tag ineinander verliebt (Duett: „Du repos voici l’heure“). Sie denken gern an ihre Jugend zurück. Sorgen macht ihnen jedoch das Treiben der heutigen jungen Leute, die in den Tempeln über die Götter lästern und kürzlich den Götterboten Mercure persönlich verhöhnten. Wie zur Bestätigung zieht in diesem Moment eine Gruppe Bacchanten an der Hütte vorbei (Chor: „Filles d’Athor, folles Bacchantes“). Anschließend geht Baucis hinaus, um das Abendessen zu bereiten.
Szene 2. Allein in der Hütte zündet Philémon eine Lampe an und kümmert sich um das Kaminfeuer. Ein Gewitter naht. Es klopft an der Tür. Philémon öffnet, und die Götter Jupiter und Vulcain erscheinen inkognito in schlichter Kleidung an der Schwelle.
Szene 3. Da Jupiter Philémon um Gastfreundschaft und Schutz vor dem Sturm bittet, heißt der alte Mann die beiden willkommen (Terzett: „Étrangers sur ces bords“). Vulcain schimpft übel gelaunt über die Windgötter Borée und Éole. Philémon mahnt ihn, die Götter nicht zu beleidigen. Er entfernt sich, um Baucis zu holen.
Szene 4. Ein Gespräch zwischen Jupiter und Vulcain erhellt die Hintergründe für ihren Besuch in Phrygien: Der Götterbote Mercure hat von der Gottlosigkeit der Einwohner berichtet, und Jupiter will prüfen, ob das der Wahrheit entspricht, und die Schuldigen bestrafen. Vulcain war mit Mars in Streit geraten, da die von beiden verehrte Venus letzteren vorzog. Seitdem fühlte er sich von den anderen Göttern verhöhnt und nahm nicht mehr am Göttermahl teil. Stattdessen blieb er in seiner Schmiede, wo er wie ein König herrschen kann (Couplets: „Au bruit des lourds marteaux“). Da sich Mercure noch von der letzten Reise erholt und Vulcain auf andere Gedanken kommen muss, befahl ihm Jupiter, ihn auf die Erde zu begleiten. Er mahnt ihn, die Sache mit Mercure und Venus nicht zu ernst zu nehmen, da Venus nun einmal „von leichtem Sinne“ sei (Ariette: „Hé quoi? parce que Mercure“).
Szene 5. Baucis bringt den Gästen frische Ziegenmilch und teilt ihnen mit, dass Philémon noch Früchte sammle. Sie erklärt, das sie dank der Güte Amors trotz ihrer Armut vollkommen glücklich sei (Mélodrame). Sie bedauere nur, dass sie ihr Leben nicht noch ein weiteres Mal mit demselben Ehemann von neuem beginnen könne (Romanze: „Ah! si je redevenais belle“).
Szene 6. Jetzt kommt auch Philémon mit den Früchten und einem Krug Wasser hinzu, und das Gastmahl beginnt (Quartettino: „Prenez place à la table“). Baucis erzählt zur Verdeutlichung ihres Glücks die Fabel von der Stadtmaus und der Landmaus. Als sie Jupiter Wasser einschenken will, stellt sie fest, dass der Krug leer ist. Daraufhin füllt Jupiter ihn durch seine Zauberkraft mit Wein. Die alten Leute erkennen jetzt, mit wem sie es zu tun haben. Sie werfen sich den Göttern zu Füßen. Jupiter verspricht ihnen, dass sie nichts zu befürchten haben und er sie bei seiner Strafaktion verschonen werde. Damit sie nichts davon mitbekommen, versetzt er sie in tiefen Schlaf (Finale: „Allons! triste buveur“, fehlt im Libretto von 1860).

### Zweiter Akt
Ein vom Mond beschienener Jupiter-Tempel

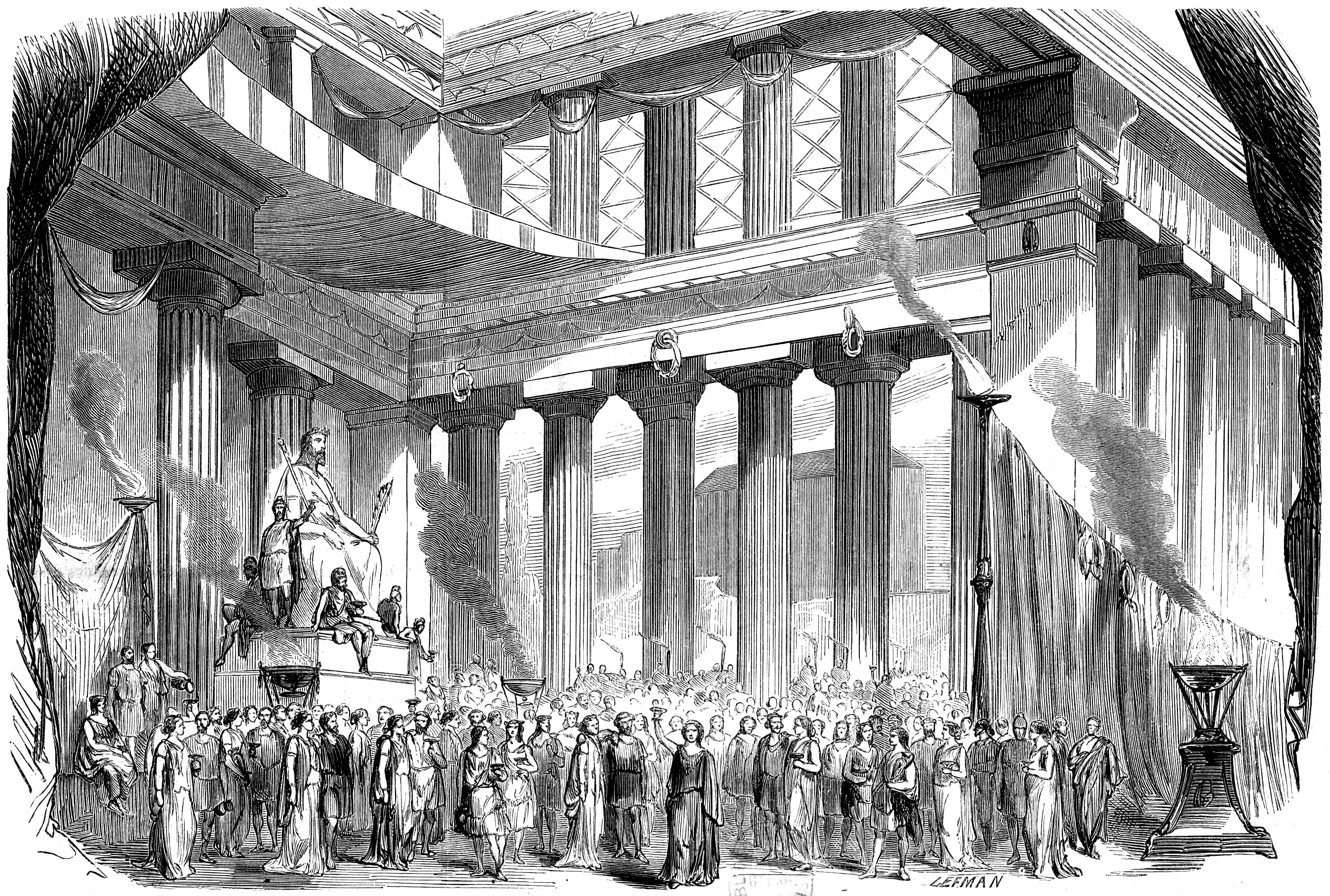
Zweiter Akt, Jupiter-Tempel, Théatre-Lyrique 1860

Szene 1. Junge Leute feiern im Tempel eine wilde Orgie und besingen die Liebe (Chor: „Dans l’ombre de la nuit“)
Szene 2. Bacchanten mischen sich unter die Anwesenden. Eine Bacchantin stachelt die Teilnehmer an, die Müdigkeit zu verscheuchen, weiter zu feiern und die Götter zu verhöhnen (Strophen: „Place au chœur des bacchantes“). Sie tanzen (Chor der Bacchanten: „Filles d’Athor“, fehlt im Libretto von 1860).
Szene 3. Das Erscheinen Vulcains unterbricht die Feier (Szene und Chor: „Arrêtez!“). Er droht mit der Rache Jupiters. Die Feiernden nehmen ihn jedoch nicht ernst, verhöhnen ihn und werfen ihn hinaus.
Szene 4. Die Feier geht weiter. Erneut werden die Götter gelästert (Chor: „Nous chantons aux lueurs“).
Szene 5. Jupiter verdammt die Gotteslästerer wütend in die ewige Nacht (Finale: „Jupiter!!!“).

### Dritter Akt
Ein Palast

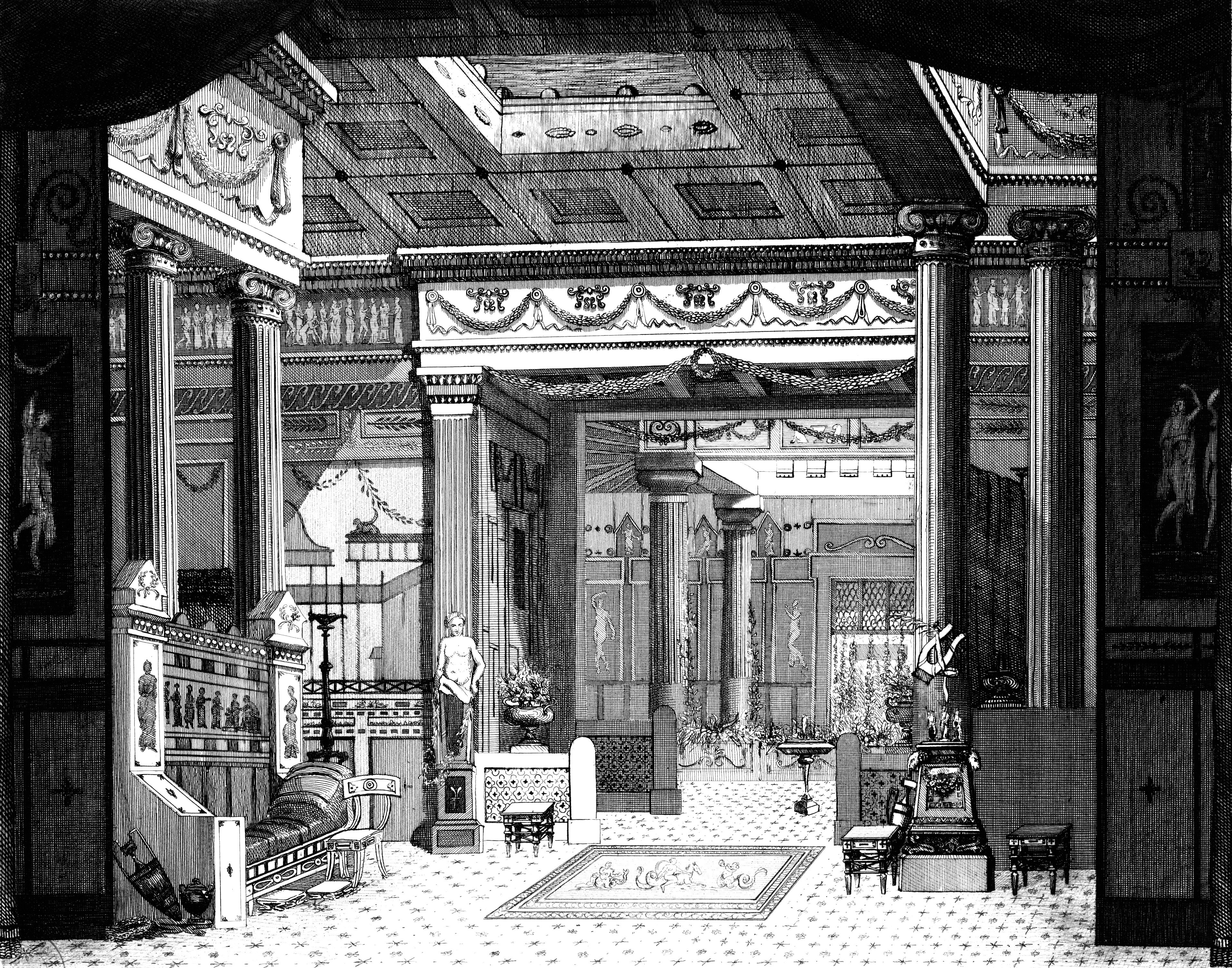
Dritter Akt, Palast von Philémon und Baucis, Théatre-Lyrique 1861

Szene 1. Während Philémon und Baucis schliefen, hat Jupiter ihre ärmliche Hütte in einen prächtigen Palast verwandelt. Baucis erwacht als erste und ist verwundert über diese Veränderung (Ariette: „Philémon m’aimerait encore“). Noch größer ist ihr Erstaunen, als sie den jungen Mann neben sich im Bett entdeckt und feststellt, dass es sich um den verjüngten Philémon handelt. In einem Spiegel erkennt sie, dass auch sie selbst wieder jung und schön ist. Überglücklich weckt sie ihren Gatten (Duett: „Philémon! Philémon!“). Nachdem dieser seine Verwirrung überwunden hat, fallen sich die beiden in die Arme. Sie wissen, dass sie dieses Wunder Jupiter zu verdanken haben. Allerdings sorgt sich Baucis um die anderen Phrygier, die er für ihre Gottlosigkeit strafen wollte. Jetzt will sie aber ihre neu gewonnene Jugend nutzen. Sie läuft hinaus und fordert Philémon auf, sie zu fangen, wenn er sie küssen will.
Szene 2. Als Philémon Baucis folgen will, wird er an der Türschwelle von Vulcain aufgehalten. Dieser misstraut allen Frauen und rät Philémon, mit seinem Dank zu warten, bis Baucis wieder alt geworden ist. Philémon versichert ihm, dass sie ihn immer noch unverändert liebe. Er wünscht Vulcain, einmal dasselbe Glück erfahren zu dürfen. Philémon geht hinaus.
Szene 3. Jupiter erkundigt sich bei Vulcain, wie das Paar die Verwandlung aufgenommen hat. Besonders interessiert ihn die wiedergewonnene Schönheit Baucis’. Die beiden betrachten die junge Frau aus der Ferne, und Jupiter ist begeistert (Couplets: „Vénus même n’est pas plus belle!“). Da er sie sofort verführen will, bittet er Vulcain, Philémon solange abzulenken. Vulcain gehorcht nur widerstrebend.
Szene 4. Baucis stellt fest, dass Philémon ihr nicht folgen konnte (Arie: „Il a perdu ma trace“). Sie lässt sich für eine Weile nieder, um die Natur zu genießen („O riante nature“).
Szene 5. Jupiter versucht, Baucis mit Schmeicheleien zu umgarnen (Duett: „Relevez-vous jeune mortelle“). Da sie sich nicht gegen einen Gott zu wehren wagt, lässt sie eine Umarmung zu, denkt dabei aber nur an ihre Liebe zu Philémon.
Szene 6. Philémon überrascht die beiden und reagiert extrem eifersüchtig. Jupiter beschimpft ihn als niederträchtigen Bauern und zieht sich zurück.
Szene 7. Baucis kann Philémon nicht besänftigen. Sie geraten in Streit.
Szene 8. Vulcain versucht vergeblich, den Frieden zwischen den beiden wiederherzustellen, indem er sie darauf hinweist, dass es auch im Himmel flüchtige Liebesabenteuer gebe (Terzett: „Qu’est-ce donc? qu’avez vous“). Philémon wirft Vulcain eine Statuette Jupiters vor die Füße und verlässt Baucis mit den Worten, dass er sie diesem überlasse.
Szene 9. Baucis ist verzweifelt über diese Entwicklung. Sie erklärt Vulcain, dass Jupiter sie niemals über den Verlust Philémons hinwegtrösten könne. Vulcain stellt fest, dass ihre Tränen echt sind. So wie sie würde Venus niemals reden. Er verspricht Baucis, Philémon zurückzubringen.
Szene 10. Jupiter macht Baucis erneut den Hof. Diesmal verspricht sie ihm einen Kuss, wenn er verspricht, ihr noch einen weiteren Wunsch zu erfüllen. Er schwört es ihr beim Styx. Daraufhin verlangt sie, wieder in eine alte Frau verwandelt zu werden (Romanze und Finale: „Sous le poids de l’âge“).
Szene 11. Noch während Baucis ihren Wunsch ausspricht, erscheinen im Hintergrund Vulcain und Philémon und beobachten das Geschehen. Jupiter weiß nun, dass er verloren hat. Er verzichtet auf das Liebesabenteuer mit Baucis und lässt ihr auch ihre Jugend. Außerdem schwört er beim Styx, nie wieder leichtfertig beim Styx zu schwören. Das wieder vereinte Paar fällt dankbar auf die Knie, und die beiden Götter verabschieden sich.

## Gestaltung

### Orchester
Die Orchesterbesetzung der Oper enthält in der Erstfassung die folgenden Instrumente:
- Holzbläser: zwei Flöten, zwei Oboen, zwei Klarinetten, zwei Fagotte
- Blechbläser: vier Hörner, Trompete, Piston, drei Posaunen
- Pauken, Schlagzeug: Triangel, große Trommel, Amboss,
- Harfe
- Streicher
- Bühnenmusik: Piccoloflöte, Flöte, zwei Oboen, zwei Harfen, Schlagzeug (Triangel, Tambour de basque), Klavier vierhändig

### Musiknummern
Der gedruckte zeitgenössische Klavierauszug enthält die folgenden Musiknummern (in Klammern die Position im Libretto von 1860, sofern vorhanden):
Erster Akt
- Introduction pastorale
- Nr. 1. Duett (Baucis, Philémon): „Du repos voici l’heure“ (I.1)
- Nr. 2. Chor: „Filles d’Athor, folles Bacchantes“ (I.1)
  - Orage (Gewitter, I.2)
- Nr. 3. Terzett (Philémon, Jupiter, Vulcain): „Étrangers sur ces bords“ (I.3)
- Nr. 4. Couplets (Vulcain): „Au bruit des lourds marteaux“ (I.4)
- Nr. 5. Ariette (Jupiter): „Hé quoi? parce que Mercure“ (I.4)
- Nr. 5.bis Mélodrame (I.5)
- Nr. 6. Romanze (Baucis): „Ah! si je redevenais belle“ (I.5)
- Nr. 7. Quartettino (Baucis): „Prenez place à la table“ (I.6)
- Nr. 8. Finale (Baucis, Philémon, Jupiter, Vulcain): „Allons! triste buveur“ (fehlt)

 Zweiter Akt
- Nr. 9. Zwischenaktmusik und Tanz der Bacchanten (II.2)
- Nr. 10. Ariette (Baucis): „Philémon m’aimerait encore“ (III.1)
- Nr. 11. Duett (Baucis, Philémon): „Philémon! Philémon!“ (III.1)
- Nr. 12. Couplets (Jupiter): „Vénus même n’est pas plus belle!“ (III.3)
- Nr. 13. Arie (Baucis): „Il a perdu ma trace“ (III.4)
- Nr. 14. Duett (Baucis, Jupiter): „Relevez-vous jeune mortelle“ (III.5)
- Nr. 15. Terzett (Baucis, Philémon, Vulcain): „Qu’est-ce donc? qu’avez vous“ (III.8)
- Nr. 16. Romanze (Baucis) und Finale: „Sous le poids de l’âge“ (III.10)

Anhang
- A. Trinkchor: „Dans l’ombre de la nuit“ (II.1)
- B. Strophen: „Place au chœur des bacchantes“ (II.2)
- C. Chor der Bacchanten: „Filles d’Athor“ (fehlt)
- D. Szene und Chor: „Arrêtez!“ (II.3)
- E. Chor der Gotteslästerung: „Nous chantons aux lueurs“ (II.4)
- F. Finale: „Jupiter!!!“ (II.5)

### Libretto

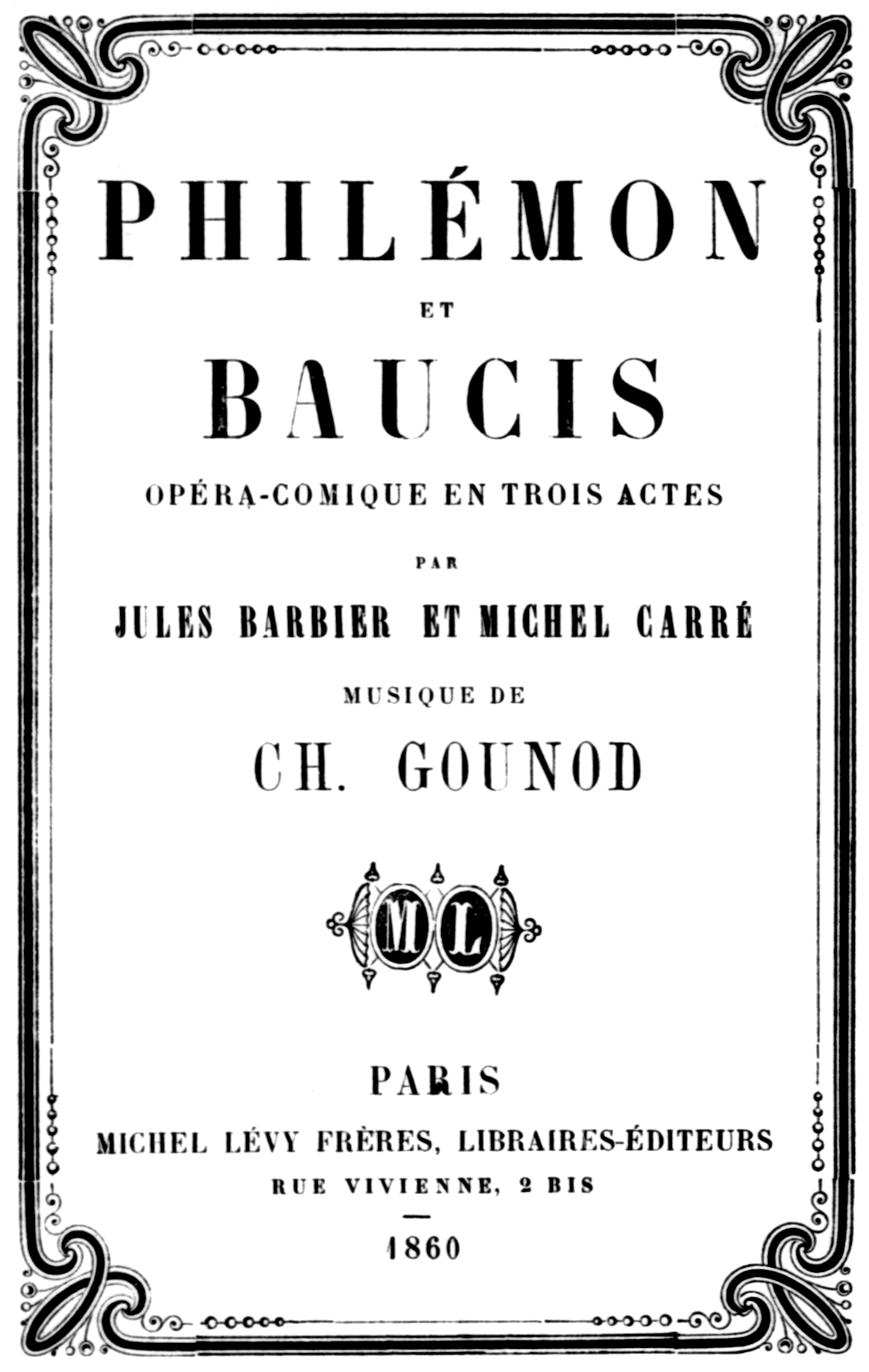
Titelblatt des Librettos, Paris 1860

Der Text der Oper unterscheidet sich in einigen Punkten von den Vorlagen La Fontaines und Ovids. Beispielsweise tritt anstelle von Jupiters üblichem Begleiter Merkur hier Vulcain auf, der besser zu dem leichten Stil der Opéra-comique passte.:181 Während das Paar in der Sage zu Hütern des Tempels ernannt und nach ihrem Ableben in heilige Bäume verwandelt werden, gibt es hier ein ganz weltliches glückliches Ende. Eine zusätzliche Reverenz an La Fontaine ist wohl die Verwendung von dessen Fabel Die Stadtmaus und die Landmaus, die Baucis im ersten Akt der Urfassung nach dem Quartettino erzählt. Der Text besitzt viele komische und ironische Elemente. Es gibt aber auch einige Unstimmigkeiten, die bereits bei der Uraufführung bemerkt wurden. So erscheint Jupiter erst als Rachegott, entwickelt sich im dritten Akt aber zu einem Lüstling.

### Musik
In der Musik gibt es nur wenige Verweise auf das antike Thema. Die exotischen Chöre erinnern eher an provenzalische Musik, wozu auch die häufigen Musette- und Tamburin-Klänge passen. Die Melodien wirken zwar oft schlicht, erweisen sich aber bei näherer Betrachtung durchaus als sorgfältig und abwechslungsreich auskomponiert. So wie es in der Handlung kaum dramatische Entwicklung gibt, wirken auch die meisten Musiknummern rein dekorativ und wenig dramatisch.
Gesangliche Höhepunkte sind die Couplets „Au bruit des lourds marteaux“ des Vulcain (I.4), die Romanze „Ah! si je redevenais belle!“ der Baucis (I.5) und die erst spät für die Sängerin Caroline Miolan-Carvalho ergänzte Arie „O riante nature“ (III.4).
In der Orchestereinleitung gibt es ein hübsches Oboen-Motiv, das anschließend von den Streichern übernommen wird. Eine Besonderheit ist die Begleitung des Bacchanten-Chores durch ein vierhändig gespieltes Klavier. Die Sturmmusik benötigt einige zusätzliche Musiker.

## Werkgeschichte
Den Auftrag zu Philémon et Baucis erhielten Charles Gounod und seine Librettisten Jules Barbier und Michel Carré vom Baden-Badener Kurdirektor Edouard Bénazet. Geplant war eine Opéra-comique in zwei Akten für die Sommer-Saison 1859. Aus politischen Gründen, die mit dem Sardinischen Krieg zur Befreiung Italiens von der österreichischen Herrschaft und den daraus resultierenden Spannungen zwischen Deutschland und Frankreich zu tun hatten, wurde die Aufführung zunächst um ein Jahr verschoben. In Paris war unterdessen die extrem erfolgreiche erste Aufführungsserie von Jacques Offenbachs Opéra bouffe Orphée aux Enfers am Théâtre des Bouffes-Parisiens zu Ende gegangen. Möglicherweise wollte der Direktor des Théâtre-Lyrique, Léon Carvalho, mit thematisch entsprechenden Werken an diesen Erfolg anknüpfen. Bereits 1859 wurde dort Glucks Orphée et Euridice gespielt. Nun tauschte er mit Baden-Baden die mythologische Komödie Philémon et Baucis gegen die vom Théâtre-Lyrique beauftragte Opéra-comique La colombe derselben Autoren.:58f Letellier zufolge wurde in Baden-Baden eine stark reduzierte einaktige Fassung der Oper gespielt, bevor das Werk an das Théatre-Lyrique kam.
Vermutlich auf Wunsch Carvalhos wurde die Oper umgestaltet und um einen neuen Mittelakt ergänzt. Die äußeren Akte erhielten zusätzliche Solonummern, mit denen besonders die Sängerin der Baucis, Caroline Miolan-Carvalho, der auch das Werk gewidmet wurde, glänzen konnte. Am Théâtre-Lyrique wurden Opern üblicherweise mit Rezitativen anstelle von Dialogen gespielt. Es ist ungewiss, ob das auch bei diesem Werk geschah. Die Erweiterungen betrafen allerdings nicht die eigentliche Handlung der Oper. Obwohl es zwischen dem Auftritt der Götter im ersten Akt und dem Moment, in dem das Paar in Schlaf versetzt wird, praktisch keine dramatische Entwicklung gibt, enthält dieser Abschnitt gleich mehrere Musiknummern. Der zweite Akt besteht nahezu ausschließlich aus Chorszenen, in denen die beiden Hauptpersonen nicht einmal auftreten. Die orgiastische Feier hat zudem nur am Rande mit der ursprünglichen Fabel zu tun. Möglicherweise waren diese strukturellen Probleme mitursächlich für den Misserfolg dieser Fassung.:182

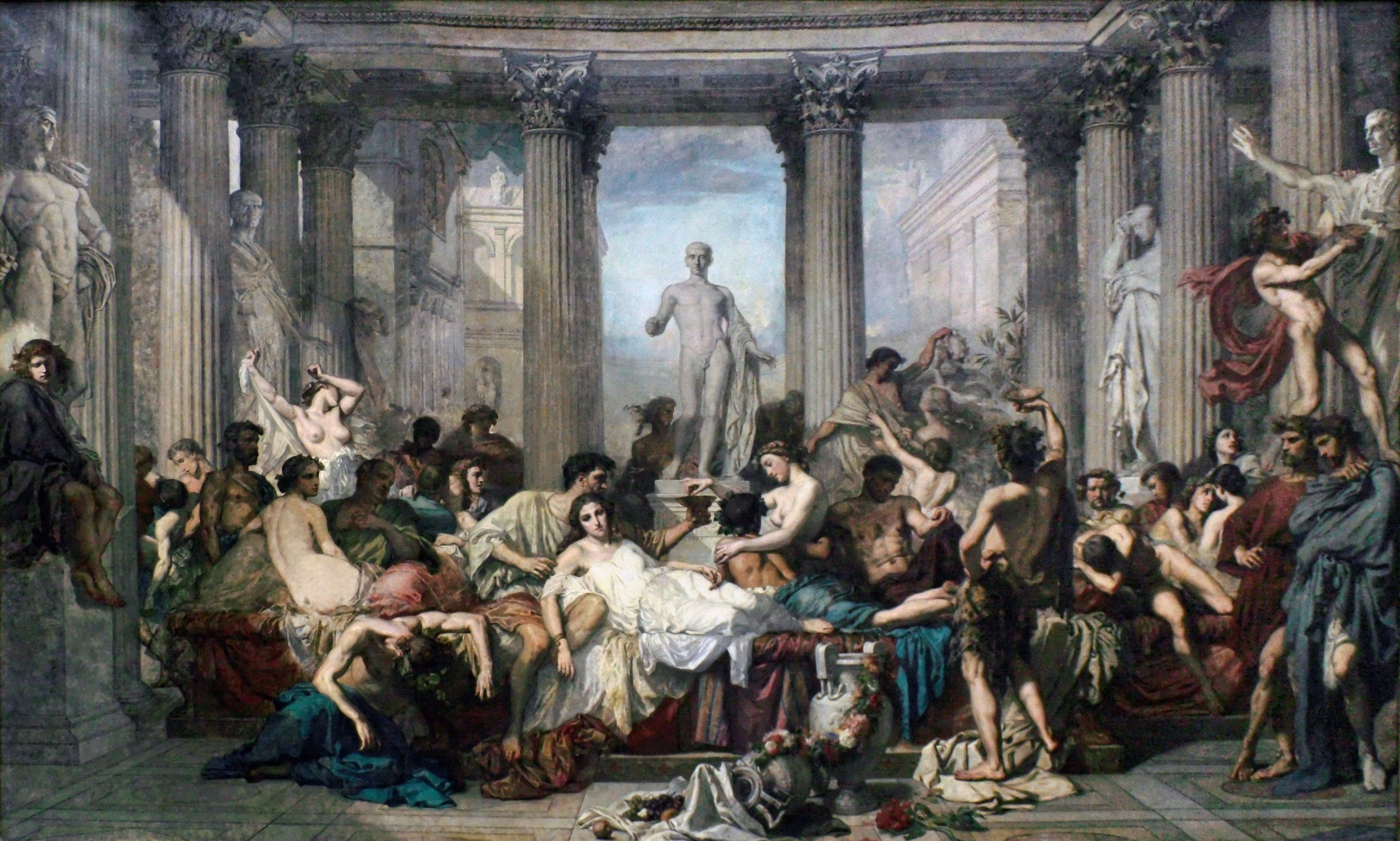
Thomas Couture: Die Römer der Verfallszeit

Die Uraufführung fand am 18. Februar 1860 unter der musikalischen Leitung von Alphonse Deloffre statt. Regie führte Léon Carvalho. Es sangen M. Fromant (Philémon), Caroline Miolan-Carvalho (Baucis), Charles-Amable Battaille (Jupiter), Mathieu-Émile Balanqué (Vulcain) und Marie Constance Sass (Bacchantin). Die Bühne stammte von Charles-Antoine Cambon und Joseph-François-Désiré Thierry. Das Bühnenbild des zweiten Akts war Thomas Coutures Gemälde Die Römer der Verfallszeit nachgebildet, das wiederum von Paolo Veronese inspiriert war. Trotz der aufwändigen Ausstattung und der hervorragenden Solisten wurde die Produktion nur 13 Mal gespielt.
Es folgten Aufführungen in Brüssel (1862) und Antwerpen (1863), die ebenfalls keine große Wirkung zeigten. Eine Wiederaufnahme am Théâtre-Lyrique 1866 wurde abgesagt. Dort wurde die Oper erst 1931 wieder gespielt.
Großen Erfolg hatte allerdings eine zweiaktige Neufassung, die erstmals am 16. Mai 1876 in der Pariser Opéra-Comique herauskam und dort bis zum Zweiten Weltkrieg 240 Mal gespielt wurde. Bei der Premiere unter der Leitung von Charles Constantin sangen Charles-Auguste Nicot (Philémon), Marguerite Chapuy (Baucis), Jacques Bouhy (Jupiter) und Alfred Auguste Giraudet (Vulcain). Der Bass Hippolyte Belhomme sang die Partie des Vulcain mehr als 100 Mal. Bei der letzten Aufführung 1940 sangen Odette Turba-Rabier und Mario Altéry unter der Leitung von Roger Désormière.
Eine deutsche Fassung von Julius Hopp wurde 1878 an der Wiener Hofoper gespielt. Sie basierte auf der dreiaktigen Urfassung, wurde aber im dritten Akt gekürzt. Weitere Aufführungen gab es 1879 in Stockholm (schwedisch), 1880 in Budapest (ungarisch), 1882 in Prag (deutsch, 1892 tschechisch), 1883 in Madrid (spanisch), 1888 in Liverpool (englisch), 1893 in New York, 1894 in London (englisch) und 1911 in der Kurfürsten-Oper in Berlin (mit Rosa Hjorth als Baucis, Kurt Frederich als Philemon, Reimar Poppe als Jupiter und Artur Pacyna als Vulkan). In den 1920er und 1930er Jahren stieg die Beliebtheit in Frankreich, da Gounod von den Neoklassizisten geschätzt wurde. 1924 wurde in Monte Carlo eine Inszenierung von Sergei Diaghilew gespielt, für die der Komponist Georges Auric Rezitative erstellte. 1930 gab es eine Produktion in Aix-les-Bains. Eine geringfügig gekürzte dreiaktige italienische Fassung mit Rezitativen wurde von RAI Mailand eingespielt. Unter der Leitung von Nino Sanzogno sangen Renata Scotto und Alvinio Misciano.

## Aufnahmen
- 1950 – Samuil Samossud (Dirigent), Moscow Radio Symphony Orchestra.
 Georgi Winogradow (Philémon), K. Rachevskaya (Baucis), A. Korolev (Jupiter), Vsevolod Tyutyunnik (Vulcain).
 Melodiya M10 35755-56 (1 LP).[10]
- 1951 – Isidore Karr (Dirigent), Orchestre de la Suisse Romande, Chœurs du Radio Suisse Romande.
 Pierre Giannotti (Philémon), Claudine Collart (Baucis), Heinz Rehfuss (Jupiter), Diego Ochsenbein (Vulcain).
 Studioaufnahme; Kurzfassung.
 Malibran MR 508 (2 CDs).[11]:5825
- 4. Oktober 1960 – Nino Sanzogno (Dirigent).
 Alvinio Misciano (Philémon), Renata Scotto (Baucis), Rolando Panerai (Jupiter), Paolo Montarsolo (Vulcain), Jolanda Torriani (Bacchantin).
 Live, konzertant aus Mailand; dreiaktige italienische Fassung; gekürzt.
 Myto Historical Line 00254 (2 CDs).[12]
- 7. Mai 1961 – Besetzung und Fassung wie am 4. Oktober 1960.
 Foyer CD: 2-CF 2016 (2 CDs), Foyer mono LP: FO 1027(2).[11]:5826
- 1975 – Henri Gallois (Dirigent), Orchestre National de France.
 Jean-Claude Orliac (Philémon), Anne-Marie Rodde (Baucis), Pierre Néquecaur (Jupiter), Felix Giband (Vulcain).
 Live, konzertant aus Paris; ohne Dialoge.
 Musidisc CD: 202342.[11]:5827
- 16. Februar 2018 – Benjamin Pionnier (Dirigent), Julien Ostini (Inszenierung), Bruno de Lavenère (Ausstattung), Julien Ostini und Bruno de Lavenère (Kostüme), Élodie Vella (Choreografie), Simon Trottet (Lichtdesign), Orchestre symphonique Région Centre-Val de Loire/Tours, Chœurs de l’Opéra de Tours.
 Sébastien Droy (Philémon), Norma Nahoun (Baucis), Alexandre Duhamel (Jupiter), Éric Martin-Bonnet (Vulcain), Marion Grange (Bacchantin).
 Video; live aus der Opéra de Tours; vollständige dreiaktige Fassung mit Dialogen.
 Videostream bei Culturebox.[13]

## Digitalisate
- Philémon et Baucis: Noten und Audiodateien im International Music Score Library Project
- Klavierauszug, Paris. Digitalisat im Internet Archive
- Libretto der dreiaktigen Fassung (französisch), Paris 1860. Digitalisat der Library of Congress (PDF auf Commons)
- Libretto der zweiaktigen Fassung (deutsch von Julius Hopp), Paris. Digitalisat der Library of Congress (PDF auf Commons)
- Libretto der dreiaktigen Fassung (deutsch von Julius Hopp), Wien 1878. Digitalisat der Library of Congress (PDF auf Commons)
- Libretto der zweiaktigen Fassung (italienisch), Mailand 1896. Digitalisat im Internet Archive